# Plateliai
Plateliai (en samogitià: Platelē) és una ciutat del districte municipal de Plungė, a la regió de Samogítia a Lituània. Està situada a la vora oest del llac de Plateliai, el llac més gran de Samogítia.
La ciutat tenia una població d'uns 1.100 habitants, segons el cens de 2012. És el centre administratiu del Parc Nacional de Žemaitija. La ciutat és un destí turístic popular a Samogítia i atreu molts turistes.
La seva església de fusta, dedicada a Sant Pere i Sant Pau, va ser construïda el 1744 per Jan Wojtkiewicz. El palau de Choiseul Gouffier va ser destruït al final de la Segona Guerra Mundial, però el parc de 40 hectàrees es va mantenir.